# روچستر (ایندیانا)
روچستر، ایندیانا (به انگلیسی: Rochester, Indiana) یک شهر در ایالات متحده آمریکا با جمعیت ۶٬۲۱۸ نفر است که در ایندیانا واقع شده‌است.

## موقعیت جغرافیایی
موقعیت جغرافیایی شهرها و مناطق اطراف به شرح زیر است: